# Fraxinus stylosa
Fraxinus stylosa — вид квіткових рослин з родини маслинових (Oleaceae).

## Опис
Це невелике дерево до 8 метрів у висоту. Гілочки гладкі; бруньки яйцеподібні, темно-коричневі. Листки 6–15 см; ніжка листка 2–5 см; листочків 3–5, листочкові ніжки 2–3 мм; листочкові пластинки від яйцювато-ланцетної до широко-ланцетної форми, 3.5–8 × 0.8–2 см, знизу голі чи біло запушені вздовж жилок, край зубчастий, верхівка довго загострена. Волоті кінцеві чи бічні, 8–10(14) см, нещільні. Квітки з'являються після листя. Чашечка чашеподібна, ≈ 1 мм; зубці вузько трикутні. Віночок жовтуватий; частки лінійно-ланцетні, притуплені, ≈ 2 мм. Тичинкові квітки з тичинками трохи довшими за частки віночка. Самара зворотно-ланцетна, 15–20(35) × 2.5–3(5) мм. Квітує у травні, плодить у вересні.

## Поширення
Ареал: Китай (Сичуань, Шеньсі, Хенань, Ганьсу).
Росте в змішаних лісах на схилах; на висотах від 1200 до 3200 метрів.

## Використання
Цей вид використовувався в китайській традиційній медицині.